# Lucius Cocceius Auctus
Lucius Cocceius Auctus est un architecte romain qui vécut au Ier siècle av. J.-C.

## Biographie
Originaire de Cumes, Lucius Cocceius était probablement un libertus de Lucius Cocceius Nerva, homme politique proche d'Octave Auguste, pour entrer dans l'équipe des architectes de Gaius Postumius Pollio après la mort de Nerva. Il a travaillé sous le pour Marcus Vipsanius Agrippa, stratège d'Auguste. Pour lui il réalisa d'importants travaux de génie militaire et civil.
En 37 av. J.-C., il conçut et construisit le Portus Iulius, un imposant complexe portuaire sur le golfe de Pouzzoles, relié par des canaux artificiels au lac Lucrin et au lac Averne ; Strabon écrivit que Cocceius a également creusé un tunnel, la Grotte de Cocceius, pour relier l'infrastructure portuaire à la ville de Cumes. Mais ce n’était pas là son seul travail de frettage ; sur le territoire entre Cumes et Naples, il construisit, toujours selon le témoignage de Strabon, la Crypta Neapolitana,, et probablement aussi la Crypta Romana et la Grotte de Seiano, portant au palais impérial sur la côte de Pausillippe.
En 27 av. J.-C., toujours à la demande d'Agrippa, il construisit le premier Panthéon de Rome , qui fut plus tard détruit par un incendie. En 20 avant J.-C., à Pouzzoles, il s'occupa de la reconstruction du Capitolium commandé par le riche marchand Lucius Calpurnius, qui se trouve sous l'actuelle cathédrale de la ville.